# Догу Перинчек
Догу Перинчек (на турски: Doğu Perinçek) е турски политик и доктор по право, от 2015 г. е председател на Патриотичната партия. Кандидат за президент от Патриотичната партия на президентските избори през 2018 г.

## Биография
Догу Перинчек е роден в 17 юни 1942 г. в град Газиантеп, той е син на Садик Перинчек и Лебебе Олджайту. Садик Перинчек е бил заместник главен прокурор на Върховния съд и заместник председател на Партията на справедливостта, предшественик на Партията на истинския път (DYP). Перинчек учи в начално училище „Анкара Сарар“, академия „Ататюрк“ и гимназия „Бачкелиевлер Денме“. Той прекъсва университетското си образование, за да учи немски език в института „Гьоте“ в Германия, като завършва факултета по право в Анкарския университет и работи като помощник-преподавател по публично право. След това завършва докторска степен в Института Ото–Сухр в Германия.

## Политика
През октомври 2018 година Догу Перинчек става първият турски политик, който твърди, че е открил тялото на убития саудитски журналист Джамал Хашоги. Перинчек твърди, че има открити останки на убития Хашоги в кладенец на територията на консулството на Саудитска Арабия в Истанбул.